# 모회사
모회사(母會社, 영어: parent company)는 자회사를 가진 회사로, 그 회사의 지분을 가지고 있다. 모회사는 다른 회사(또는 자회사)에서 이사회에 영향력을 행사하거나 선출함으로써 경영 및 운영을 통제할 수 있는 충분한 의결권을 소유한 회사이다. 모회사의 정의는 관할권마다 다르며 일반적으로 정의는 해당 관할권의 회사를 다루는 법률을 통해 정의된다.
기존 회사가 새로운 회사를 설립하여 다수의 주식을 보유하고 다른 회사에게 소수 주식을 매입하도록 권유하는 경우 이를 모회사라고 한다. 모회사는 단순히 다른 회사를 완전히 소유한 회사일 수 있다.

## 같이 보기
- 자회사